# Josef Murr
Josef Murr (* 6. Juni 1864 in Brixen; † 4. Januar 1932 in Innsbruck) war ein österreichischer Studienrat und Botaniker. Sein offizielles botanisches Autorenkürzel lautet „Murr“.

## Leben
Murr war der Sohn des Bezirksschulinspektors Vinzenz Murr und besuchte die Schule in Brixen, Rotholz, Hall und Innsbruck. Bereits in seiner Schulzeit begann er sich intensiv mit der Botanik zu befassen. Auf der Hochschule in Innsbruck erwarb er mit 23 Jahren das Lehrbefähigungszeugnis und wurde Lehrer in Latein und Griechisch,  später mit dem Titel des Professors der klassischen Philologie. Er befasste sich unter anderem auch mit der Pflanzenwelt der griechischen Mythologie. 1893 heiratete er Antonia Neuner; die Ehe blieb kinderlos. Seine Stationen als Lehrer waren Innsbruck, Hall, Marburg an der Drau, Linz, Trient und Feldkirch. Murr publizierte, beginnend 1881, über mehr als 50 Jahre sehr zahlreiche botanische Arbeiten. Sein botanisches Interesse galt in besonderem Maße den Gattungen Hieracium und Chenopodium, aber auch allgemein der Flora der Gebiete, in denen er beruflich tätig war; so verfasste er als Alterswerk auch eine mehrteilige „Neue Uebersicht über die Farn- und Blütenpflanzen von Vorarlberg und Liechtenstein“ (1923–1926).

## Ehrungen
Von anderen Botanikern wurden verschiedene Pflanzen nach Murr benannt, darunter auch 14 Arten mit murrii, murrianum oder murriana als Epitheton.